# Novemberschnee
Novemberschnee ist ein Thriller des deutschen Schriftstellers Jürgen Banscherus aus dem Jahr 2002, der im Arena Verlag erschien.
Das Buch erzählt die Geschichte dreier Jugendlicher, die eine Bank in Deutschland überfallen, um nach Australien fliegen zu können.

## Inhalt
Die Jugendlichen Lina, Tom und Jurij, ein Kasache, sind die besten Freunde. Lina war bis vor kurzem mit Jurij sehr gut befreundet, so dass er ihr fast wie ein Bruder war, doch dann hat sie sich in Tom verliebt und die beiden waren ab nun in einer Beziehung. Trotzdem sind sie weiterhin gute Freunde. Als die drei eines Novembertages zusammen in einer heruntergekommenen Hütte hocken und sich unterhalten, kommen sie auf die Idee, einmal nach Australien zu fliegen, wo es schön warm ist. Spaßeshalber entwerfen sie einen Plan, um eine Bank auszurauben, damit sie ihren Traum, nach Australien zu fahren, verwirklichen können.
Mehrere Tage geht es mit dem Bankraub-Spiel weiter, bis Tom, Jurij und Lina mit ihren Fahrrädern tatsächlich vor einer Bank stehen. Tom erklärt sich bereit, in die Sparkasse zu gehen, um sie zu infiltrieren. Jurij und Lina beobachten ihn, wie ihm in der Bank die schwarze Maske durch einen Nieser übers Gesicht rutschte und die Bankangestellten ihm Geld geben. Als er herausgerannt kommt, flüchten die drei auf ihren Bikes. Doch auf der Fahrt stürzt Jurij und verletzt sich am Knie. Daraufhin stehlen sie ein Auto und begeben sich weiterhin auf die Flucht. Auf der Fahrt wird ihnen klar, dass sie jetzt in wirklichen Schwierigkeiten stecken, da sie die Grenzen des Spiels überschritten haben. Als das Benzin ausgeht, schlägt Tom vor, das Auto in einem See zu versenken, um die Spuren zu verwischen. Nach dieser Aktion finden die drei eine leere Hütte im Wald und lassen sich dort nieder. Doch schlagartig kommt es zwischen Tom und Jurij zum Streit.
Am nächsten Morgen haben die Flüchtlinge Hunger und Lina erklärt sich bereit, zur nächsten Tankstelle zu gehen, um Nahrungsmittel zu holen. Dort angekommen besorgt sie die notwendigen Sachen und sieht voller Schrecken ihr eigenes, Toms und Jurijs Foto auf der Titelseite der Zeitungen. Daraufhin spielt sie mit den Gedanken, sich zu stellen. Doch ruft sie nur ihre Eltern an, um ihnen Bescheid zu geben, dass es ihr gut ginge. Ihren Aufenthalt verrät sie nicht. Die Eltern waren aber trotzdem besorgt.
Wieder in der Hütte erwartet sie eine Überraschung: Tom hat in einem Kampf Jurij umgebracht und wurde selber schwer verletzt. Daraufhin ist sie völlig verzweifelt und weiß nicht mehr weiter. Tom bedroht sie mit einer echten Pistole und warnt sie, sie solle ja keinen Arzt holen. Nach einiger Zeit wird Tom jedoch ziemlich schwach. Lina nutzt die Chance, nimmt ihm die Pistole weg und holt einen Arzt. Doch die Hilfe kommt zu spät. Tom stirbt noch im Krankenwagen.
Lina wird von der Polizei verhaftet. Die Polizei kann an Juris Leiche keine Kampfspuren entdecken. Daher wird vermutet, dass Tom Jurij kaltblütig erschossen hat und sich danach selbst angeschossen hat, um seine Tat zu verwischen und Lina dazu zu bringen ihm zu glauben, sobald sie vom Einkaufen zurückkehrt. Lina wird verhaftet und später zu einer Jugendstrafe von fünf Jahren verurteilt. Der Vorwurf, sie habe ihre beiden Freunde getötet,  kann vor Gericht nicht bewiesen werden.

## Rezension
Bulletin Jugend & Literatur schrieb, Novemberschnee sei ein großartiges kleines Werk. Seine nüchternen, klaren Sätze wie die unerbittliche Konsequenz, mit der die Handlung auf ihr tragisches Ende zusteuert, belege einmal mehr den Satz, dass weniger mehr sein könne.
Die Rheinpfalz meinte, Banscherus schreibe so realitätsnah und packend, dass man sich am Ende nicht sicher sei, ob es sich bei dem Plot um einen authentischen Bericht oder um Fiktion handelt.

## Auszeichnungen
- 2002: Als Buch unter den zehn Bremer Besten
- 2002: Eule des Monats